# Человек-гризли
«Человек-гризли» (англ. Grizzly Man) — документальный фильм режиссёра Вернера Херцога о Тимоти Тредуэлле (англ. Timothy Treadwell, 1957—2003) — натуралисте, который 13 лет провёл в национальном парке Катмай (Аляска), общаясь с медведями гризли. За два года до создания фильма, в 2003 году, Тредуэлл и его подруга Эми Хугенард (англ. Amie Huguenard) были убиты и частично съедены медведями гризли.
В поисках ключа к самоубийственному поведению Тредуэлла режиссёр опросил знакомых покойного и отсмотрел примерно 100 часов его видеозаписей. Всё увиденное и услышанное приводит его к выводу, что в последние годы Тредуэллом руководило безотчётное стремление к смерти — сродни чувствам, которые испытывают многие герои Херцога.
Премьера фильма состоялась на фестивале независимого кино «Сандэнс» (2005), а через год он был показан на телеканале «Discovery». Музыку к фильму сочинил известный гитарист Ричард Томпсон (Fairport Convention). «Человек-гризли» получил единодушное одобрение кинопрессы и собрал богатый урожай кинонаград.

## Награды и номинации
- 2005 — приз имени Альфреда Слоуна на кинофестивале «Санденс»
- 2005 — попадание в пятерку лучших документальных фильмов по мнению Национального совета кинокритиков США
- 2005 — специальное упоминание New Visions Award на Каталонском кинофестивале
- 2006 — премия Гильдии режиссёров США за лучшую режиссуру документального фильма
- 2006 — номинация на премию «Независимый дух» за лучший документальный фильм